# Савјет за заштиту уставног поретка Републике Српске
Савјет за заштиту уставног поретка Републике Српске је стручно савјетодавно тијело предсједника Републике Српске.

## Састав
Савјет за заштиту уставног поретка има пет чланова. Чланове Савјета именује предсједник Републике Српске.
Предсједавајући Савјета је проф. др Синиша Каран, а чланови Савјета су: мр Средоје Новић, доц. др Предраг Ћеранић, мр Срђан Рајчевић и проф. др Драга Мастиловић.

## Дјелокруг
У оквиру смјерница предсједника Републике Српске, Савјет за заштиту уставног поретка прати и разматра стање у области остваривања и заштите уставне позиције и надлежности Републике Српске и њених институција.
Савјет за заштиту уставног поретка даје мишљења и предлоге предсједнику Републике Српске ради заштите уставног поретка, а нарочито:
- предлаже мјере за усклађивање и усмјеравање активности система заштите уставног поретка;
- организује и врши истраживања и анализе, те припрема документа о угрожености уставног поретка;
- препознаје пријетње по уставни поредак и пружа предсједнику Републике стручне савјете у погледу отклањања тих пријетњи;
- пружа предсједнику Републике стручне савјете значајне за спровођење јавних политика у Републици Српској;
- пружа савјетодавну и стручну помоћ другим институцијама и представницима Републике Српске у погледу послова заштите уставног поретка;
- обавља и друге послове од интереса за заштиту уставног поретка.

Институције Републике Српске и друга правна лица на захтјев Савјета за заштиту уставног поретка достављају податке и обавјештења потребна за остваривање уставне функције предсједника Републике Српске и других органа Републике. У остваривању своје улоге Савјет за заштиту уставног поретка сарађује са институцијама и представницима Републике.

## Биро за уставни поредак
Биро за уставни поредак је саставни дио Службе предсједника Републике Српске и обавља административно-стручне послове за рад Савјета за заштиту уставног поретка.
Радом Бироа за уставни поредак руководи координатор који за свој рад одговара предсједнику Републике.